# ダーティ・キッズ ぶきみくん
ダーティ・キッズ ぶきみくん（The Garbage Pail Kids Movie）は、1987年の映画。
当時人気だった「キャベツ畑人形」のパロディで制作されたステッカーカード・シリーズ「ガーベッジペイルキッズ」を映画化したもの。ロッド・アマトゥが監督、制作を担当した。
評価は芳しくなく、ゴールデンラズベリー賞（ラジー賞）でワースト新人賞、ワースト主題歌賞、ワースト視覚効果賞にノミネートされた。

## キャスト

### 人間たち
- マンジニ：アンソニー・ニューリー
- ドジャー：マッケンジー・アスティン
- タンジェリン：ケイティ・バルベリ
- ジュース：ロン・マクラクラン

### 人形たち
- グリーザー・グレッグ：フィル・フォンダカーロ（演）、ジム・カミングス（声）
- ヴァレリー：デビー・リー・キャリントン
- アリ・ゲイター：ケビン・トンプソン
- ファール・フィル：ロバート・ベル（演）、クロエ・アマトゥ（声）
- ナット・ナード：ラリー・グリーン（演）、ジム・カミングス（声）
- ウィンディ・ウィンストン：アルトゥーロ・ギル
- メッシー・テシー：スー・ロシット（演）、テリー・ベナロン（声）

### 日本語版声の出演
- 穂積隆信
- 内海賢二
- 坂本千夏
- 緒方賢一
- 増岡弘
- 佐々木優子
- 松本梨香